# Santissima Trinità della Magione

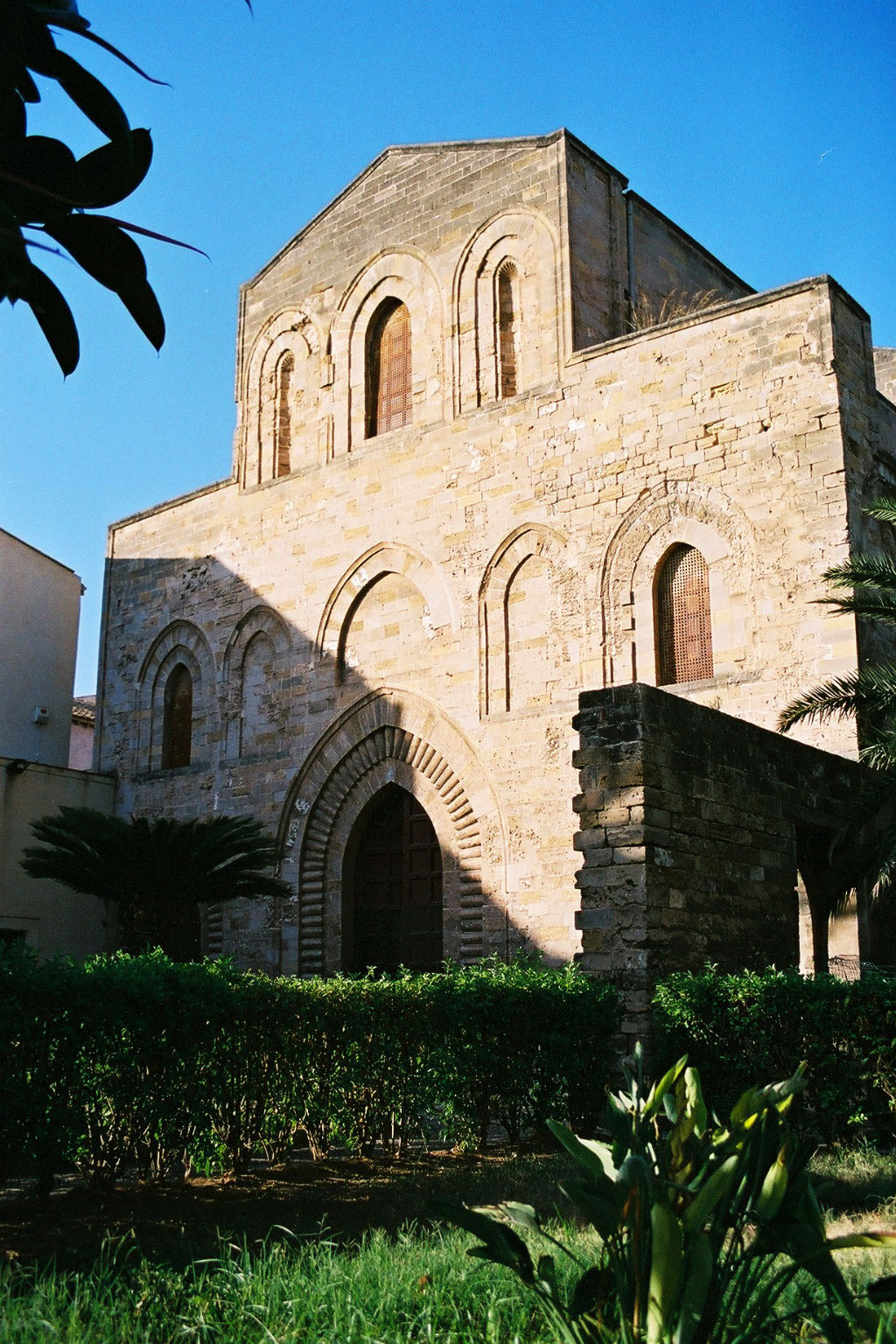
Santissima Trinità della Magione

Santissima Trinità della Magione (Allerheiligste Dreifaltigkeit von Magione), meist einfach kurz La Magione genannt, ist der Name eines Kirchengebäudes und eines ehemaligen Klosters in Palermo. Die Kirche trägt den Ehrentitel einer päpstlichen Basilica minor.

## Geschichte

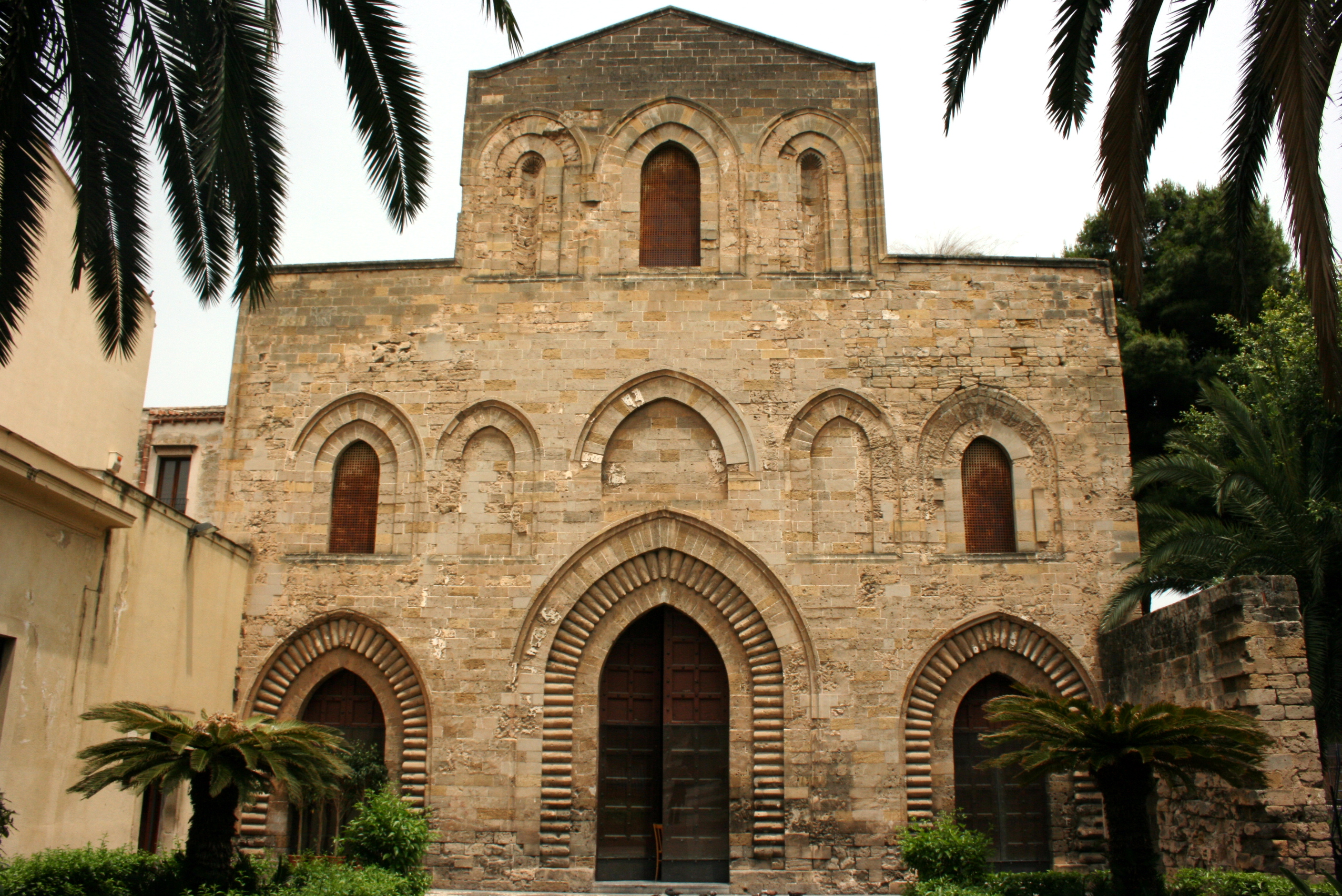
Fassade

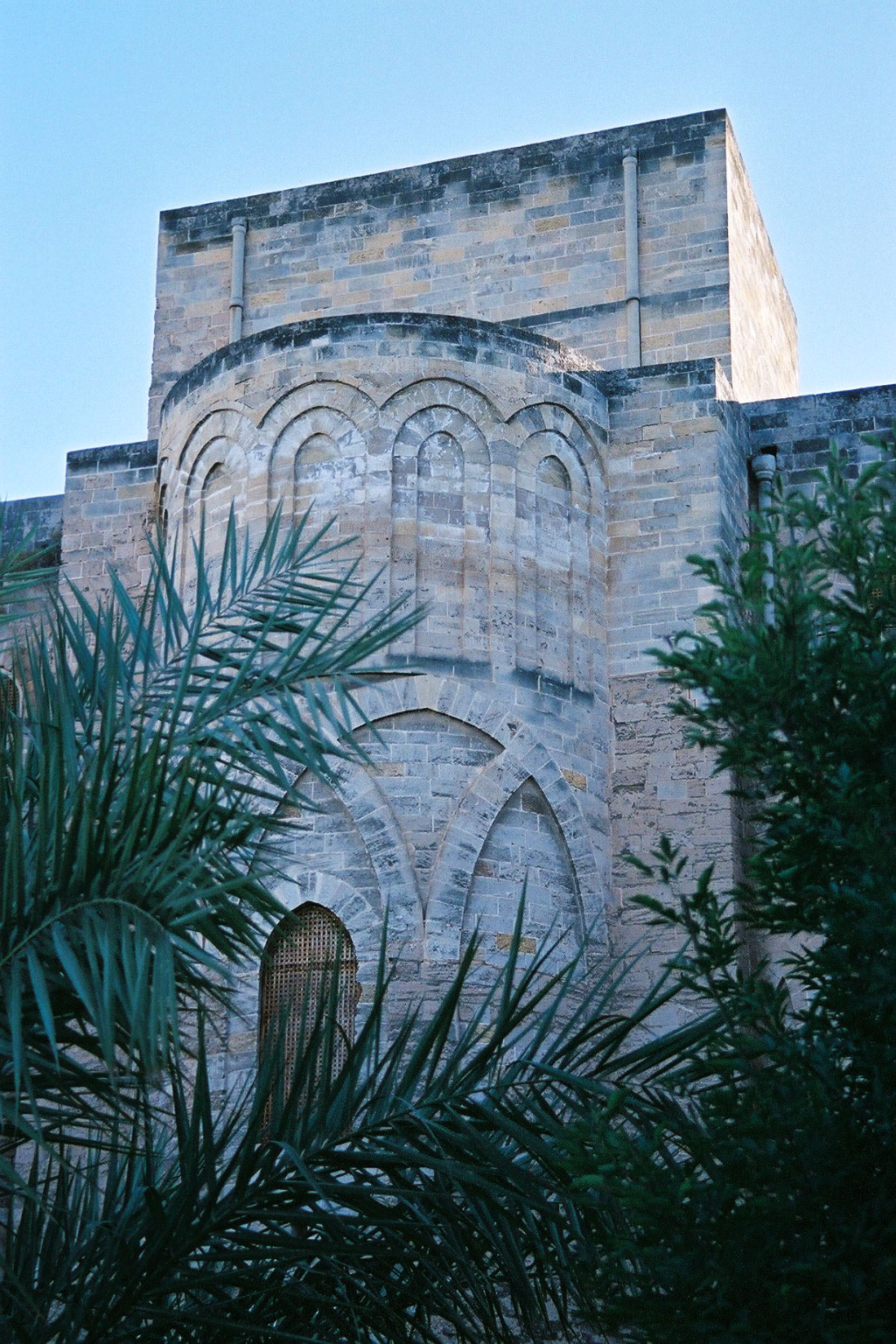
Rückansicht mit Apsiden

Die Kirche Santissima Trinità ist eine der letzten Kirchen, die die Normannen in Palermo erbauten. Sie wurde 1191 erstmals erwähnt.
Sie dürfte wohl auch erst kurz vorher gemeinsam mit einem dazugehörigen Zisterzienserkloster von Matheus von Salerno, dem Vizekanzler des Königs Wilhelm II., gestiftet und von seinem Sohn, dem Erzbischof Nikolaus von Salerno, vollendet worden sein. Die Daten einer Gründung um 1150 (oder schon um 1140) in der Literatur des 18. Jahrhunderts beruhen auf den ältesten, teils beschädigt erhaltenen Urkunden des Archivs, die allerdings das Kloster überhaupt nicht betreffen, sondern das Hospital San Giovanni dei Lebbrosi, das erst 1219, als das Kloster schon an die Deutschordensritter übertragen worden war, an deren Niederlassung angeschlossen wurde.
Nach der Erhebung des Klosters zur Abtei kamen ihm verschiedene Ausstattungen zu. Für das Jahr 1194 wird der Name des einzigen Zisterzienserabts Ludovicus genannt. Eine Beziehung zwischen dem Kloster Santo Spirito und der Magione taucht allerdings erst in zisterziensischen Quellen des 17. Jh. auf und muss wie die Jahresangabe 1173 als zweifelhaft gelten. Über seine Unterstellung unter Santo Spirito di Palermo aus der Linie von Kloster Sambucina hätte es der Filiation der Primarabtei Clairvaux angehört, zeitgenössische Belege dafür fehlen.
Nachdem sich die Zisterzienser von Palermo wohl auf Seiten des Königs Tankred in dessen Auseinandersetzungen mit Kaiser Heinrich VI. eingeschaltet hatten, übergab dieser am 18. Juli 1197 das Kloster dem Deutschen Orden, mit dessen Hospital vom Heiligen Kreuz in Jerusalem es vereinigt wurde und in dessen Besitz es bis 1492 blieb. Die Kirche wurde nun S. Maria della Magione (wohl von Mansio=Niederlassung) genannt, später aber wieder SS. Trinità della Magione. Ein Widerspruch von Papst Innozenz III. bei Kaiser Heinrich VI. gegen die Übertragung blieb ohne Erfolg, und Papst Honorius III. bestätigte 1220 den Übergang auf den Deutschen Orden. Nach der Vertreibung des Deutschen Ordens wurde die Abtei jeweils an Kommendataräbte vergeben.

## Anlage und Bauten

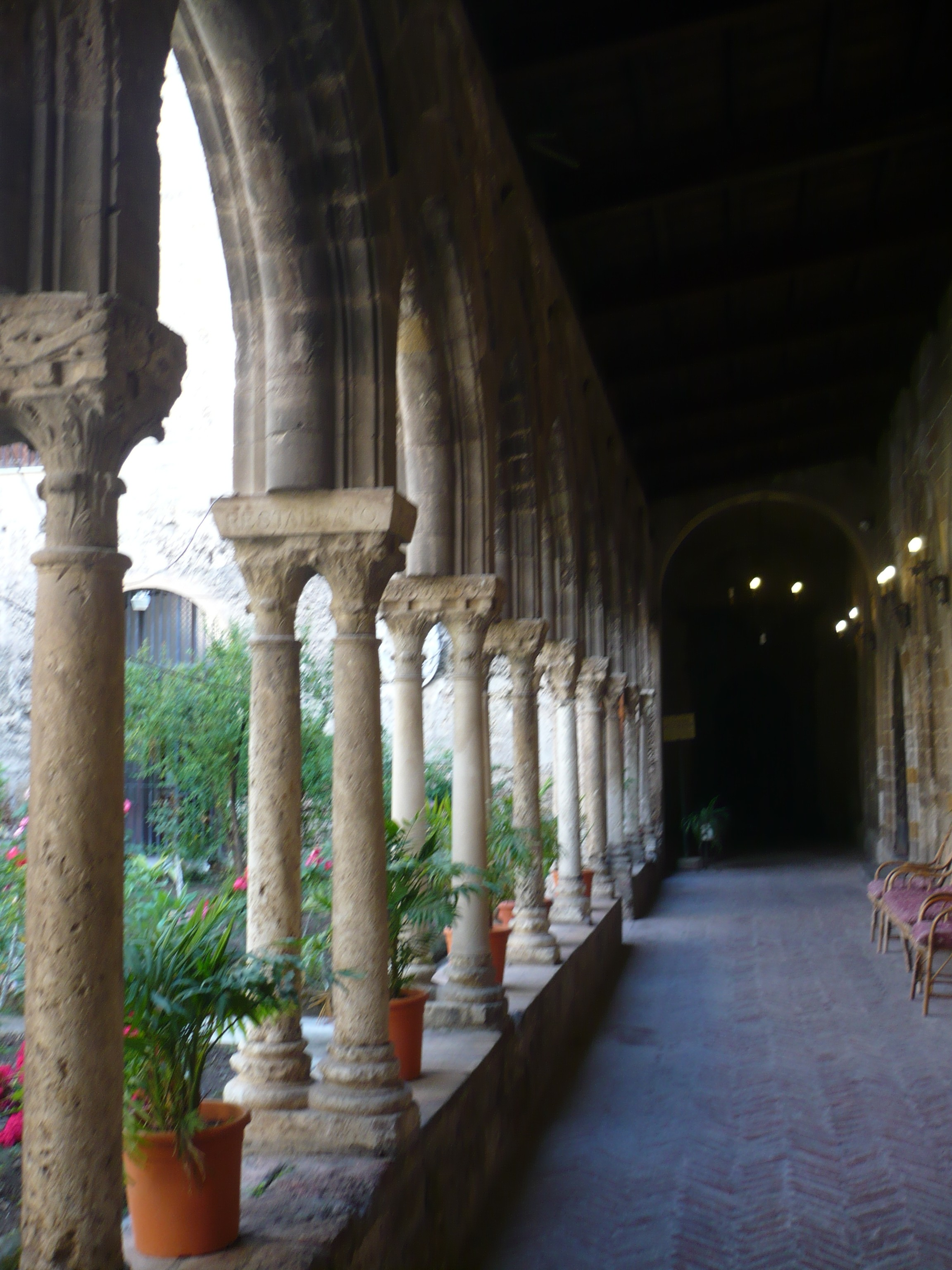
Kreuzgang, Südostflügel

Die dreischiffige, turmlose Kirche über rechteckigem Grundriss mit drei Apsiden (die mittlere mit sich überschneidenden Kreuzbogenstellungen) erlitt im Zweiten Weltkrieg schwere Schäden und ist darauf restauriert worden, u. a. wurde die Holzdecke des Mittelschiffs wieder aufgebaut. Schon in den Jahren 1920 bis 1924 war die klassizistische Fassade von 1787 durch eine Fassade mit drei Portalen in der ursprünglichen Form mit ringsum geführten Polsterquadern, einer in der Zeit der Kreuzzüge aus dem Orient in die abendländische Architektur gelangte Zierform, ersetzt worden. Der Baukörper wird von zweifach gestuften Blendarkaden gegliedert. Das Innere ist ungewöhnlich steil. Vom Kreuzgang ist nur der an die Kirche anschließende Südostflügel mit gepaarten Säulen und spitzbogigen Arkaden erhalten, er ist dem in Monreale verwandt. Die übrigen Seiten des Kreuzgangs sind spätere Ergänzungen.